# まついなつき
まつい なつき（1960年7月1日 - 2020年1月21日）は、日本の漫画家、エッセイスト、占い師、占い講師。ライター、漫画家としての活動とともに、企画、編集といった出版の仕事にも携わった。
本名は松井なつき(読み；同じ)(結婚してから元夫と別れる迄は町田なつき)

## 来歴
東京都新宿区生まれ、北海道育ち。16歳で東京に戻り、17歳より同人雑誌活動を始め漫画専門誌（旧）『ぱふ』にてデビュー。1979年にはエロ劇画誌の『漫画エロジェニカ』にH系のギャグ漫画を執筆、「かるめら姫」を名乗る本人がおかっぱにぶかぶかのパンツ一つの姿で描かれていた。
3児の母であり、出産や育児をテーマにした著書が多数ある。1994年に出版された「笑う出産」は60万部のベストセラーであり、代表作。
2002年頃より、西洋占星術・タロット・絵画心理分析・夢分析などの初心者向け講座を開講し、個人鑑定や占い記事の執筆・監修等の活動を行った。
2008年10月に、中野ブロードウェイ内に占い店舗「中野トナカイ」を開店させ、様々な占い師とフレキシブルな営業をした。
元夫はカメラマンの町田仁志。
2020年1月21日午前8時8分、脳梗塞のため東京都中野区内の病院で死去。翌22日に息子3人がまつい本人のTwitterで死去を公表した。59歳没。

## 作品リスト

### 単行本（まんが・エッセイ系）
- かるめら丼 けいせい出版 (1981年6月)
- かるめらビンボー生活 宝島ブックス (1984年7月)
- みりん星通信 河出書房新社 (1990年12月)
- オフレコ。―まついなつきインタビュー全仕事 ビー・エヌ・エヌ (1991年2月)
- 笑う出産―やっぱり産むのはおもしろい 情報センター出版局 (1994年2月)
- 東京暮らしの逆襲 角川書店 (1995年5月)
- うちの子どもにゃヘソがある 小学館 (1995年10月)
- 子育てが地球を汚す?―子連れエコ転び八起き 婦人生活社 (1995年11月)
- 笑う出産〈2〉やっぱり2人目もおもしろい 情報センター出版局 (1996年3月)
- 笑う英会話 情報センター出版局 (1997年5月)
- おつきあいの極意 （藤臣柊子との共著） 幻冬舎 (1997年6月)
- お茶の間番長 ぶんか社 (1999年7月)
- 出産育児どーするどーなる百科 二見書房 (1999年7月)
- まついなつきのパソコンでこんなんできまっせ 朝日新聞社 (1999年7月)
- アトピー息子―笑う出産スペシャル 情報センター出版局 (1999年8月)
- まついさんちの「遊んじゃう家庭生活」講談社 (2000年9月)
- 恋する女はみんなバカ。―21世紀対応“自立する恋愛”考 祥伝社 (2001年2月)
- 私だけがタイヘン?―笑う子育て生活 海竜社 (2001年4月)
- あしたはワタシのお葬式 日本放送出版協会 (2002年4月)
- ねじまき小学生―ウチの子どもが小学生になっちゃった!! カンゼン (2003年2月)
- どうすればほめてもらえるの? 現代書林 (2003年9月)
- まついさんちの子どもめし  カンゼン (2006年10月)
- 英語ってそういうことだったのか!! (山西治男との共著) アスコム (2006年11月)
- まさかわたしがPTA!? メディアファクトリー (2010年3月)

### 単行本未収録（まんが・エッセイ系）
- 16ビットの女 アスキー (ファミコン通信 1991～1992年)※隔週連載

### 単行本（占い系）
- しあわせ占星術 情報センター出版局 (2000年10月)
- 驚くほど当たる占い完全ガイド 講談社 (2002年4月)
- 運命が変わる土星占い(サターンリターン) 祥伝社 (2006年12月)
- まついなつきのムーンチャイルド占星術―親子の相性がわかると子育てが楽になる! 主婦の友社 (2008年3月)

### 文庫
- 東京暮らしの逆襲 角川書店 (1999年3月)
- 女王様のじまんの園 光文社文庫 (1999年2月)
- 断食ダイエット入門―効果てきめん! ソニーマガジンズ (2004年8月)
- 愛はめんどくさい 幻冬舎 (2005年2月)

## 参考
- 占いワールド | 占いコラム| 第5回 まつい なつき先生
- まついさんの連絡帳 公式webページ（2007年9月2日 18:18 - 2008年6月3日 09:08）
- 続・まついさんの連絡帳 公式webページ（2008年6月5日 12:26 - 2010年4月1日 14:48）
- 西洋占星術・タロット占いのお店 - 中野トナカイ（最終更新日:2020年1月23日）
- まついなつき (@matsunatsu) - X（旧Twitter）（2010年2月12日 13:44:03 - 2020年1月26日 00:18）※ UTC表記。